# Susie Q
Susie Q es una canción del músico Dale Hawkins grabada a fines de la era del rockabilly en 1957. La escribió con su compañero de banda Robert Chaisson, pero cuando se lanzó, Stan Lewis, propietario de Jewel/Paula Records y cuya hija Susan era la inspiración para la canción, y Eleanor Broadwater, la esposa de Nashville DJ Gene Nobles, fueron acreditados como coautores para darles una parte de las regalías.

## Canción original
En 1956 John Lee Hooker escribió la canción Dimples y es muy probable que Hawkins tome esa canción como inspiración en la letra
Hawkins cortó "Susie Q" en la estación de radio KWKH en Shreveport, Louisiana. "Susie Q" fue una canción de rockabilly tardía que capturó el espíritu de Luisiana y contó con el trabajo de guitarra de James Burton, quien también trabajó con Ricky Nelson y más tarde con Elvis Presley, entre otros.
Algún tiempo después de la grabación, la cinta maestra de "Susie Q" se vendió a Checker Records en Chicago, que la lanzó como un sencillo de 45 RPM en mayo de 1957. El sencillo alcanzó los números 7 y 27 en Hot R&B y Hot 100 de la revista Billboard. gráficos, respectivamente. En Canadá, la canción alcanzó el número 16 en las listas CHUM.
La versión original de Hawkins también se incluye en las "500 canciones que dieron forma al rock and roll" del Salón de la fama del rock and roll y en la "Biblioteca básica de discos" de grabaciones de los años 50 y 60 de Robert Christgau, publicada en Christgau's Record Guide: Rock Albums of the Seventies. (1981).

## Versión de Creedence Clearwater Revival
Creedence Clearwater Revival lanzó una versión de su álbum debut en 1968. El único éxito Top 40 de la banda no escrito por John Fogerty, alcanzó el puesto 11 durante una semana en noviembre de 1968. Esta canción fue su primer gran éxito. La versión del álbum llega a las 8:37. El sencillo se divide en las partes uno y dos en sus lados A y B, respectivamente. La jam session durante la coda se omite en la primera parte. En cambio, se desvanece con el solo de guitarra justo antes de la coda, que se desvanece con la segunda parte en el lado B. Fogerty toca el riff principal de "Smokestack Lightning" después del segundo verso. Fogerty le dijo a la revista Rolling Stone en 1993 que grabó "Suzie Q" para reproducir la canción en KMPX, una estación de radio funky de rock progresivo en San Francisco, razón por la cual se extendió a ocho minutos. La versión CCR de la canción fue certificada Oro por primera vez por la RIAA el 13 de diciembre de 1990, por medio millón de copias enviadas, y Platino el 10 de mayo de 2019, por un millón de copias en ventas y transmisiones.

## Otras versiones
Ronnie Hawkins, el primo de Dale, lanzó una versión de la canción a principios de los años 60 con The Hawks, más tarde conocidos como The Band, apoyándolo. King Curtis también tocó el saxofón tenor en el disco.

### The Rolling Stones
Hay una versión corta de "Susie Q" de The Rolling Stones en su álbum estadounidense 12 x 5, que se lanzó en 1964. También aparece en el álbum británico The Rolling Stones No.2 lanzado en enero de 1965.

### The Trashmen
The Trashmen tocaron una versión en vivo de "Susie Q" en 1965 lanzada en el álbum "Teen Trot: Live At Ellsworth, WI - 22 de agosto de 1965". Su vocalista atribuyó erróneamente la canción a The Rolling Stones durante una charla en el escenario después de tocar la canción.

### Johnny Rivers
Johnny Rivers presentó una versión de cuatro minutos de "Suzie Q" en su álbum en vivo de 1965, Mientras tanto, en el Whiskey à Go Go.

### Bobby Vee
Bobby Vee incluyó una versión de "Susie Q" en su álbum de Liberty de 1961, With Strings and Things.[23]

### José Feliciano
En 1970, el músico puertorriqueño José Feliciano lanzó su versión de "Susie Q" como sencillo que alcanzó el número 84 en el Billboard Hot 100.[24] Su versión fue reorganizada y presenta varias letras diferentes. [cita requerida]

### Los Everly Brothers
Los Everly Brothers grabaron un popurrí de "Susie Q" y "Hey Jude" de The Beatles para su álbum en vivo de 1970 The Everly Brothers Show.

### Bobby McFerrin
En 1988, el cantante estadounidense Bobby McFerrin publicó una versión totalmente vocal de "Susie Q" en su exitoso álbum Simple Pleasures. Recompuso todas las partes instrumentales en coros, todas cantadas por él mismo, y también cantó la parte principal.

### Suzi Quatro
La cantautora estadounidense Suzi Quatro lanzó dos versiones diferentes de la canción en los álbumes Oh Suzi y Unreleased Emotion.

### Stack Waddy
La banda de blues Stack Waddy grabó la canción en su disco para Dandelion Records, la compañía discográfica de John Peel.

### The Chuck Fenech Band
El grupo estadounidense de blues-rock The Chuck Fenech Band hizo una versión de la canción en su EP Tax Free de 2011. [25]

### Johnny Winter
Concierto Rockpalast 1979, Jon Paris al bajo